# Jouarre
Jouarre è un comune francese di 4 247 abitanti situato nel dipartimento di Senna e Marna nella regione dell'Île-de-France.
Esso si formò nei secoli XI e XII come borgo fortificato intorno all'abbazia di Notre-Dame de Jouarre.

## Società

### Evoluzione demografica
Abitanti censiti